# Lecelles
Lecelles – miejscowość i gmina we Francji, w regionie Hauts-de-France, w departamencie Nord.
Według danych na rok 1990 gminę zamieszkiwały 2563 osoby, a gęstość zaludnienia wynosiła 158 osób/km² (wśród 1549 gmin regionu Nord-Pas-de-Calais Lecelles plasuje się na 312. miejscu pod względem liczby ludności, natomiast pod względem powierzchni na miejscu 108.).